# Thérèse Levasseur

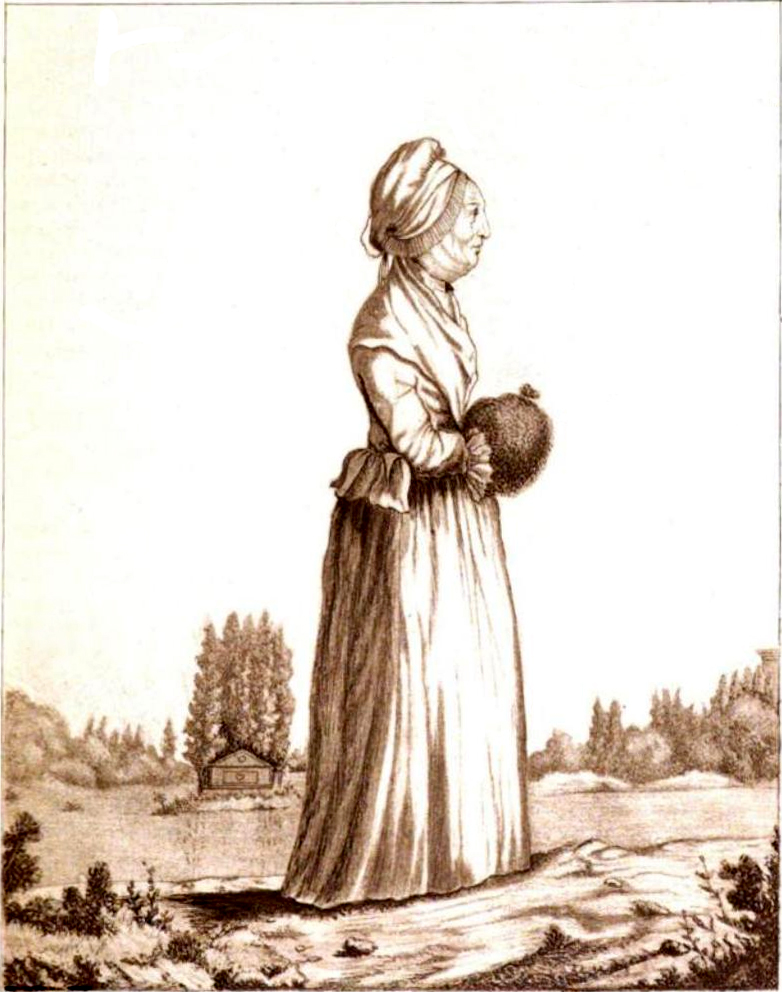
Retrato de Marie-Thérèse Le Vasseur anciana de E. Charryère, sobre un papel sepia de Naudet; finales del. Al fondo se aprecia la tumba de Rousseau en Ermenonville.

Marie-Thérèse Levasseur (/tɛ.ʁɛz lə.va.sœʁ/; 21 de septiembre de 1721-12 de julio de 1801; también conocida como Thérèse Le Vasseur, Lavasseur) fue la amante, y más tarde esposa y viuda del filósofo ginebrino Jean-Jacques Rousseau.

## Biografía
Thérèse Le Vasseur provenía de una respetada familia que había pasado tiempos difíciles; su padre tenía un pequeño puesto oficial relacionado con la moneda en Orleans, que perdió en 1744, y su madre era tendera. Habiendo fracasado este negocio, Thérèse y su madre se mudaron a París para encontrar trabajo, y más tarde se les unió el padre.
Le Vasseur conoció a Rousseau en París en 1745, cuando ella trabajaba como lavandera y camarera en la Casa  Saint-Quentin en la calle Des Cordiers, donde Rousseau hacía sus comidas. Ella tenía 24 años en ese momento, él tenía 33. Según Rousseau, Thérèse le dio cinco hijos, todos los cuales fueron entregados al orfanato de Enfants-Trouvés, el primero en 1746 y los demás en 1747, 1748, 1751 y 1752. Thérèse es descrita en las Confesiones de Rousseau como una mujer de poca inteligencia, explotada por su familia.
Realizaron una ceremonia de matrimonio, inválida legalmente ya que ella era católica y él protestante, en Bourgoin el 29 de agosto de 1768. Therese dio apoyo y cuidado a Rousseau, y le acompañó en las numerosas etapas de su inestable vida: a Ginebra, a Val de Travers, a Inglaterra, sin saber inglés, y de vuelta a París. Cuando él murió, ella fue la única heredera de sus pertenencias, incluidos manuscritos y derechos legales.
Tras la muerte de Rousseau en 1778, se casó con Jean-Henri Bally, ayuda de cámara de René de Girardin, en noviembre de 1779. Vivieron en Le Plessis-Belleville hasta su muerte en 1801. A instancias de Mirabeau, la Asamblea Nacional francesa le había concedido una pensión de 1.200 francos anuales en 1791.